# Rüdesheim am Rhein

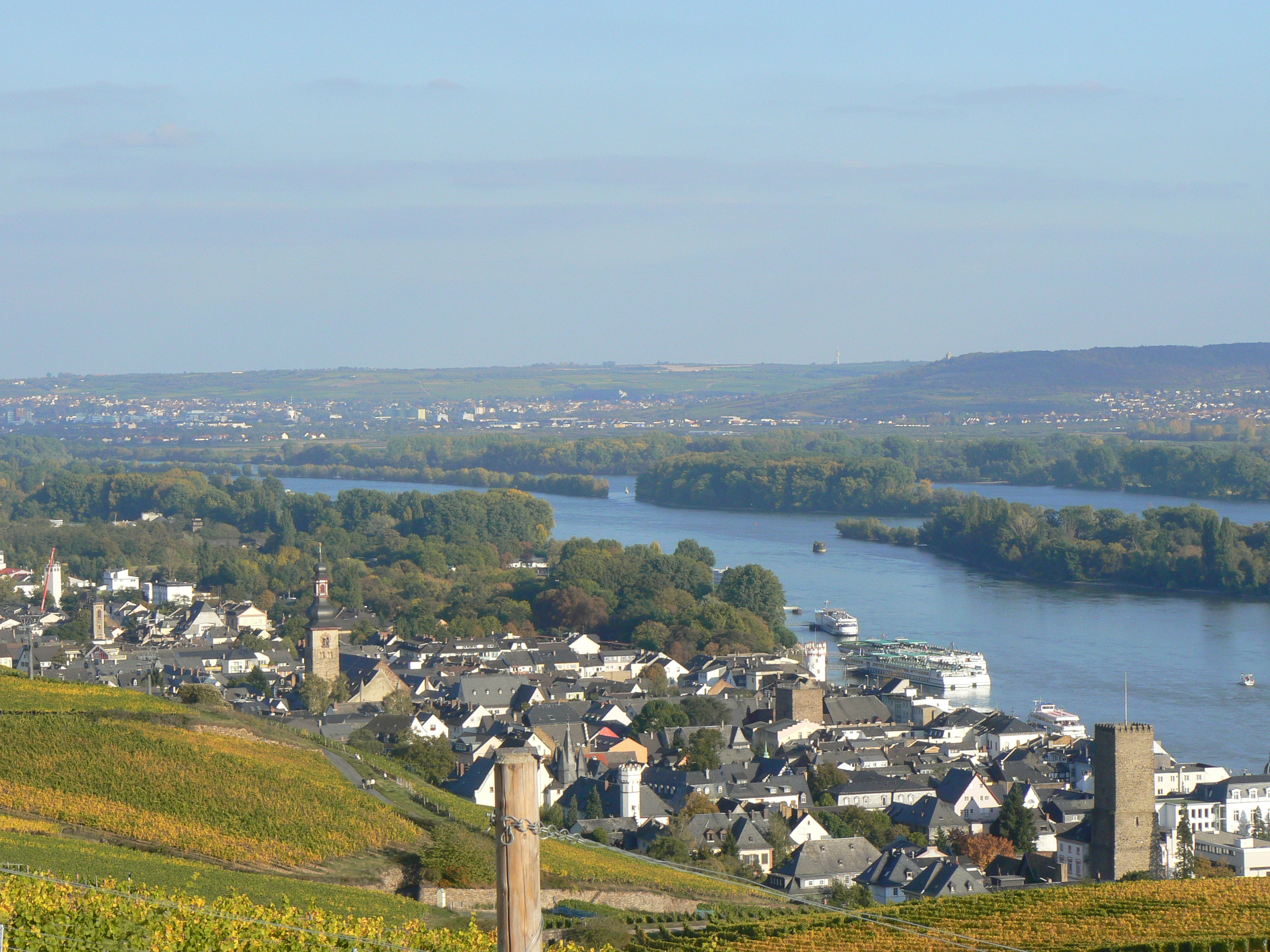
Rüdesheim vom Niederwalddenkmal aus gesehen

Rüdesheim am Rhein ist eine Weinstadt im hessischen Rheingau-Taunus-Kreis. Die Stadt liegt am Fuß des Niederwaldes gegenüber von Bingen am Rhein am südlichen Tor zum Mittelrheintal.
Rüdesheim zählt zum UNESCO-Welterbe Oberes Mittelrheintal, ist eine Touristenattraktion und gehört wirtschaftlich zum Rhein-Main-Gebiet.

## Geografie

### Geografische Lage

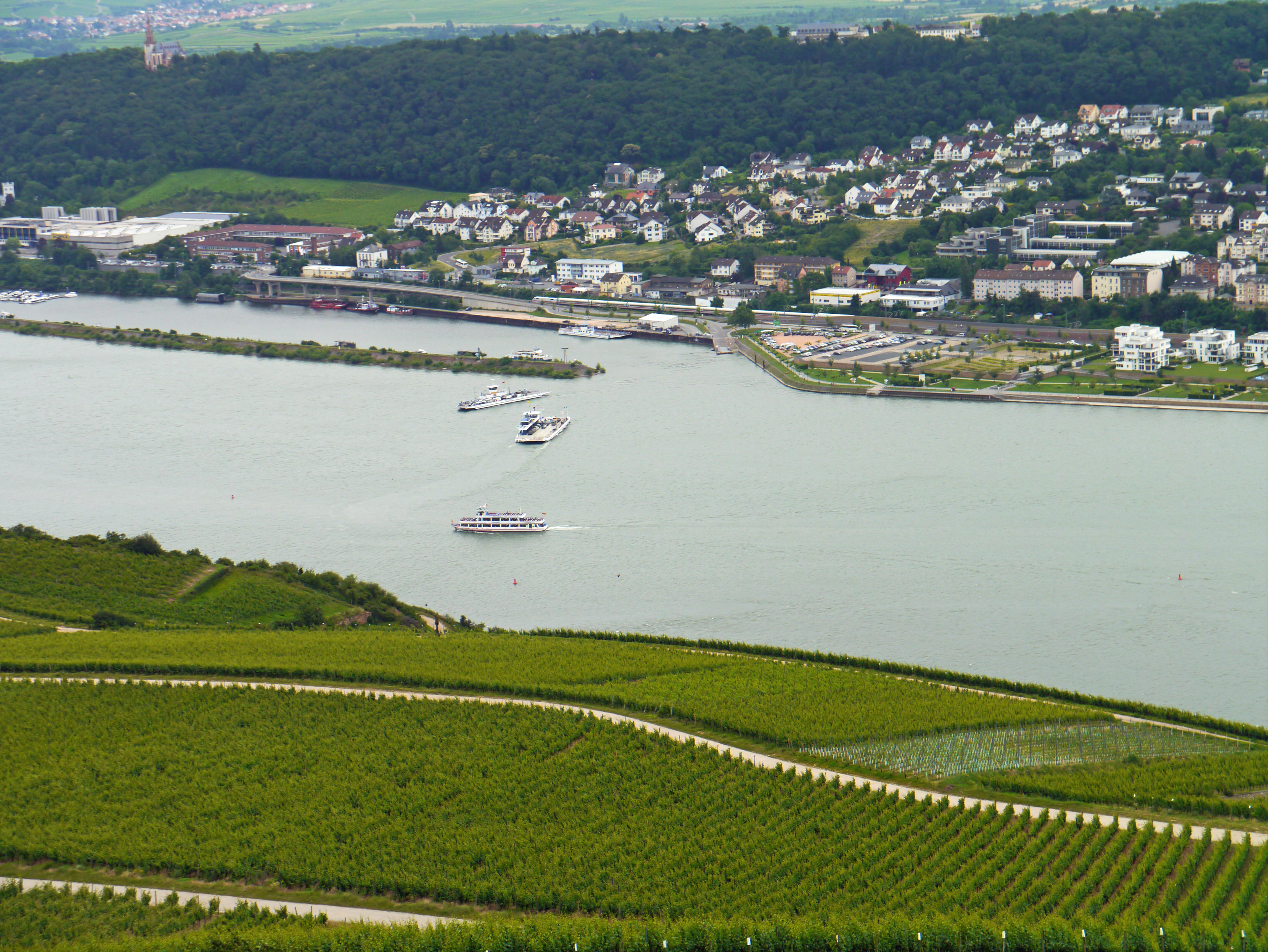
Fähren zwischen Bingen (oben) und Rüdesheim (links, außerhalb des Bildes)

Das Stadtgebiet von Rüdesheim hat Anteil an drei naturräumlichen Haupteinheitengruppen: dem Oberrheinischen Tiefland, dem Mittelrheingebiet und dem Taunus. Entsprechend vielgestaltig ist hier auf engstem Raum das sich bietende Landschaftsbild. Es beinhaltet als Naturräume die Rheinauen, das Binger Loch, den Rheingau, den Niederwald, das Rheingaugebirge und den Wispertaunus. Hinzu kommt vom Niederwald aus der Blick auf Hunsrück und Saar-Nahe-Bergland bis hin zum 39,5 Kilometer entfernten Donnersberg im Süden.
Rüdesheim liegt im äußersten Südwesten des Rheingau-Taunus-Kreises. Die Süd- und Westgrenze des Stadtgebietes liegt von Strom-Kilometer 525 am Rüdesheimer Hafen bis Strom-Kilometer 535 gegenüber von Burg Reichenstein in der Fahrrinne des Rheins und umfasst hier die Rüdesheimer Aue und verschiedene Untiefen wie die Krausaue oder den Clemensgrund, die bei Niedrigwasser trockenfallen. Das Rheinufer bei Rüdesheim liegt auf einer Höhe von 81 Meter und bei Assmannshausen auf 77 Meter.
Von Rüdesheim und Eibingen ziehen sich sonnenbeschienene Südhänge bis zum Niederwald (346 Meter) und zum Ebental (304 Meter) hinauf, wobei diese im Osten zunächst eine mäßige Steigung haben und zum Binger Loch im Westen hin immer steiler werden. Bis in eine Höhe von etwa 250 Meter sind diese Hänge als Weinberge angelegt. Vom Rhein bei Assmannshausen und vom dort mündenden Kerbtal des Eichbachs aus ragen die Bergflanken des Taunus als nach Westen exponierte Steilhänge, teilweise auch als Felsklippen und Geröllhalden auf, die, wenn überhaupt, nur für den Steillagenweinbau kultiviert werden konnten. Zwischen Assmannshausen und der Burgruine Ehrenfels ist der Weinbau auf den traditionellen Weinbergterrassen fast vollständig aufgegeben worden, weil die Parzellen nur zu Fuß auf schmalen Wegen und über Treppen erreichbar waren und somit die Bewirtschaftung nicht mechanisiert werden konnte. In diesen Steillagen hat die Verbuschung begonnen.
Nördlich von Assmannshausen und dem am Eichbach gelegenen Aulhausen steigt der Kammerforst über den Bacharacher Kopf (342 Meter) und den Hörkopf (379 Meter) zum Taunushauptkamm auf. Dieser beginnt im Westen 700 Meter vor dem Rheinufer am Teufelskadrich (416 Meter). Nach Osten steigt die Kammlinie über das Forsthaus Kammerforst zu den Zimmersköpfen bis auf 500 Meter an. An deren Südhängen liegt auf einer Forstwiese das Segelfluggelände Eibinger Forstwiesen. Bei den Zimmersköpfen verzweigt sich der Taunushauptkamm nach Nordwesten zwischen dem Bodental und dem bei Presberg gelegenen Grohlochtal zu einem Nebenkamm. Hier liegt als höchster Berg der Stadt Rüdesheim das Jägerhorn mit 538 Meter Höhe.
Nördlich des Grohlochtals liegt auf einem gerodeten Höhenzug in 410 Meter Höhe Presberg als höchstgelegener Stadtteil Rüdesheims. Nördlich von Presberg endet das Stadtgebiet im tief eingeschnittenen Wispertal in Höhe der Kammerburg.
Vom Rhein bis zur Wisper erstreckt sich das Stadtgebiet auf eine Länge von 13 Kilometer bei einer Breite von bis zu 5 Kilometer.

### Nachbargemeinden und -kreise
Rüdesheim grenzt im Osten an die Stadt Geisenheim, auf der gegenüberliegenden Rheinseite im Süden an die Stadt Bingen, im Westen an die Gemeinden Weiler und Trechtingshausen (alle drei Landkreis Mainz-Bingen in Rheinland-Pfalz), sowie im Westen und Norden an die Stadt Lorch.

### Stadtgliederung

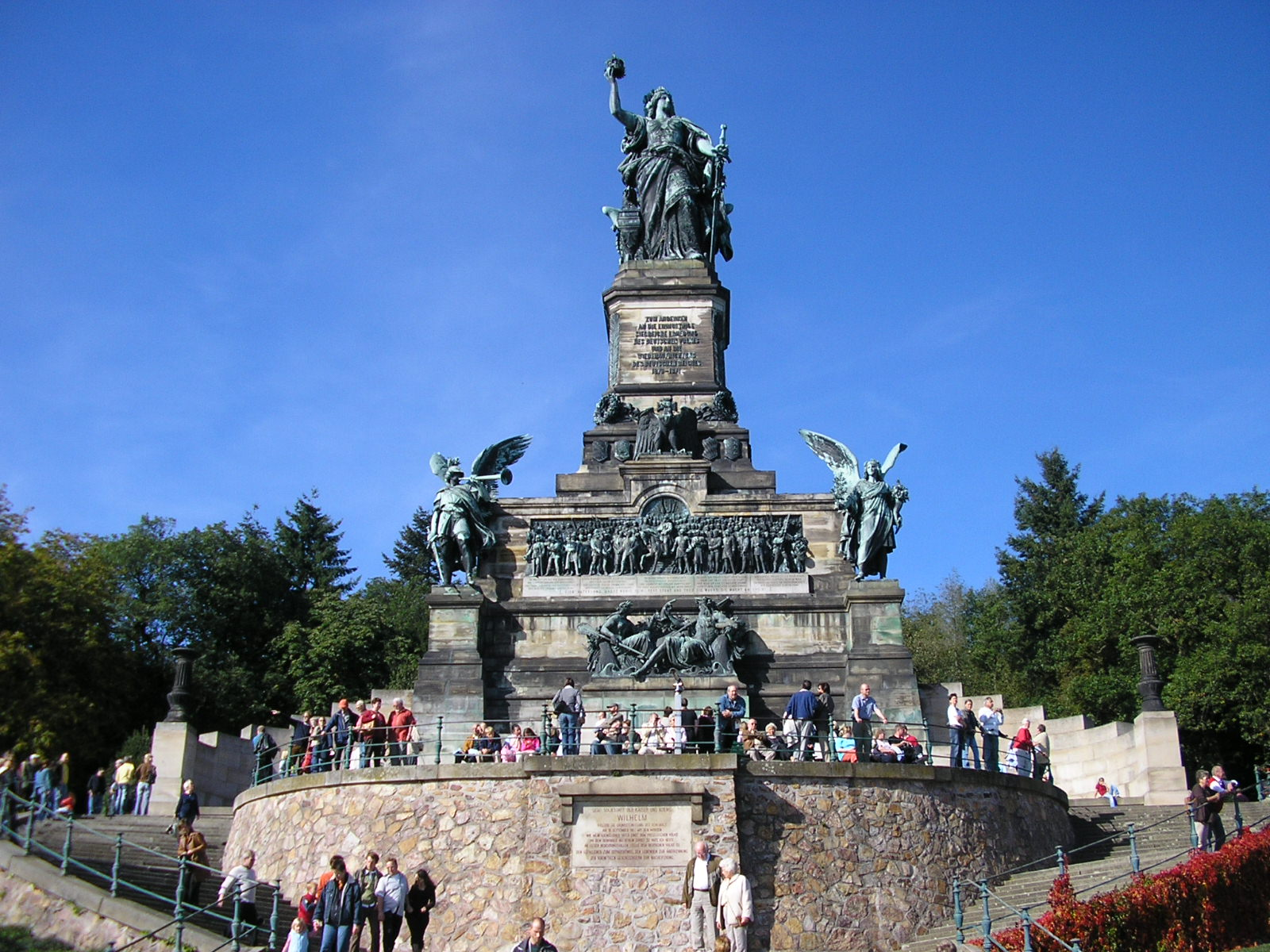
Das Niederwalddenkmal über dem Mittelrheintal

Zur Stadt Rüdesheim am Rhein gehören neben der Kernstadt Rüdesheim seit 1939 der Stadtteil Eibingen mit den Siedlungen Windeck und Trift und seit 1977 die im Rahmen der hessischen Gebietsreform eingegliederten Stadtteile Assmannshausen, Aulhausen und Presberg. Für die drei letztgenannten Stadtteile wurde jeweils ein Ortsbezirk mit einem gewählten Ortsbeirat eingerichtet. Die Grenzen der Ortsbezirke folgen den seitherigen Gemarkungsgrenzen. Die Kernstadt und Eibingen wurden zum Ortsbezirk Alt-Rüdesheim zusammengefasst. Die Bebauung von Rüdesheim und Eibingen ist nach dem Krieg zusammengewachsen. Gleichwohl gibt es nach wie vor eine Gemarkung Eibingen, die beide Stadtteile klar voneinander abgrenzt.
Die Einwohnerzahl der Ortsbezirke hat sich wie folgt entwickelt:
| Stadtteil      | Einwohner Stand Juni 2015 | Einwohner Stand Juni 2018 |
| -------------- | ------------------------- | ------------------------- |
| Alt-Rüdesheim  | 6837                      | 6922                      |
| Assmannshausen | 982                       | 995                       |
| Aulhausen      | 1195                      | 1208                      |
| Presberg       | 859                       | 870                       |
| Gesamt         | 9873                      | 9995                      |

## Geschichte

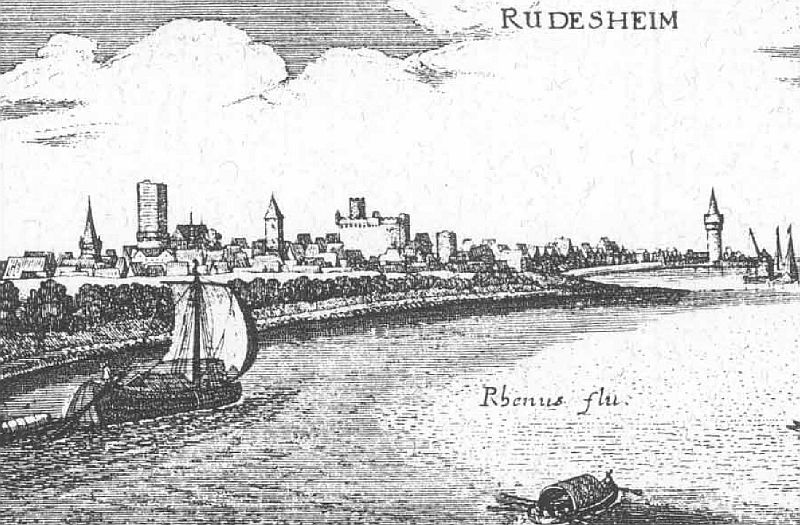
Rüdesheim – Auszug aus der Topographia Hassiae von Matthäus Merian 1655

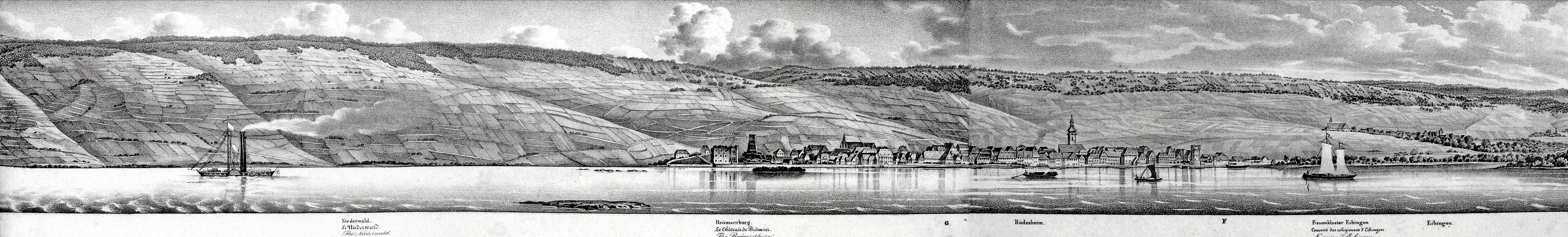
Panorama von Rüdesheim und Kloster Eibingen 1833

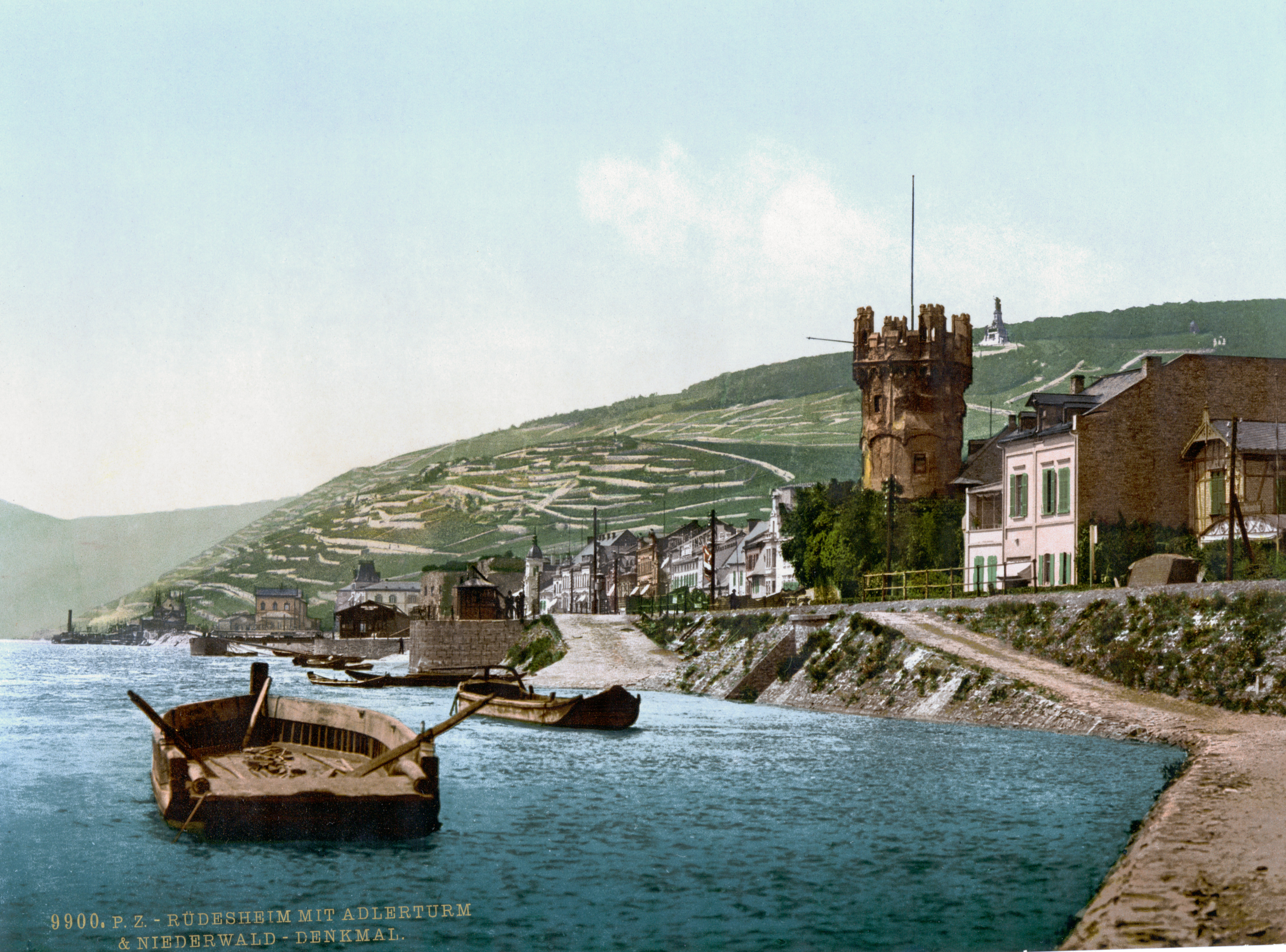
Rüdesheimer Altstadt mit dem Adlerturm vom Rhein gesehen, Photochromdruck um 1900

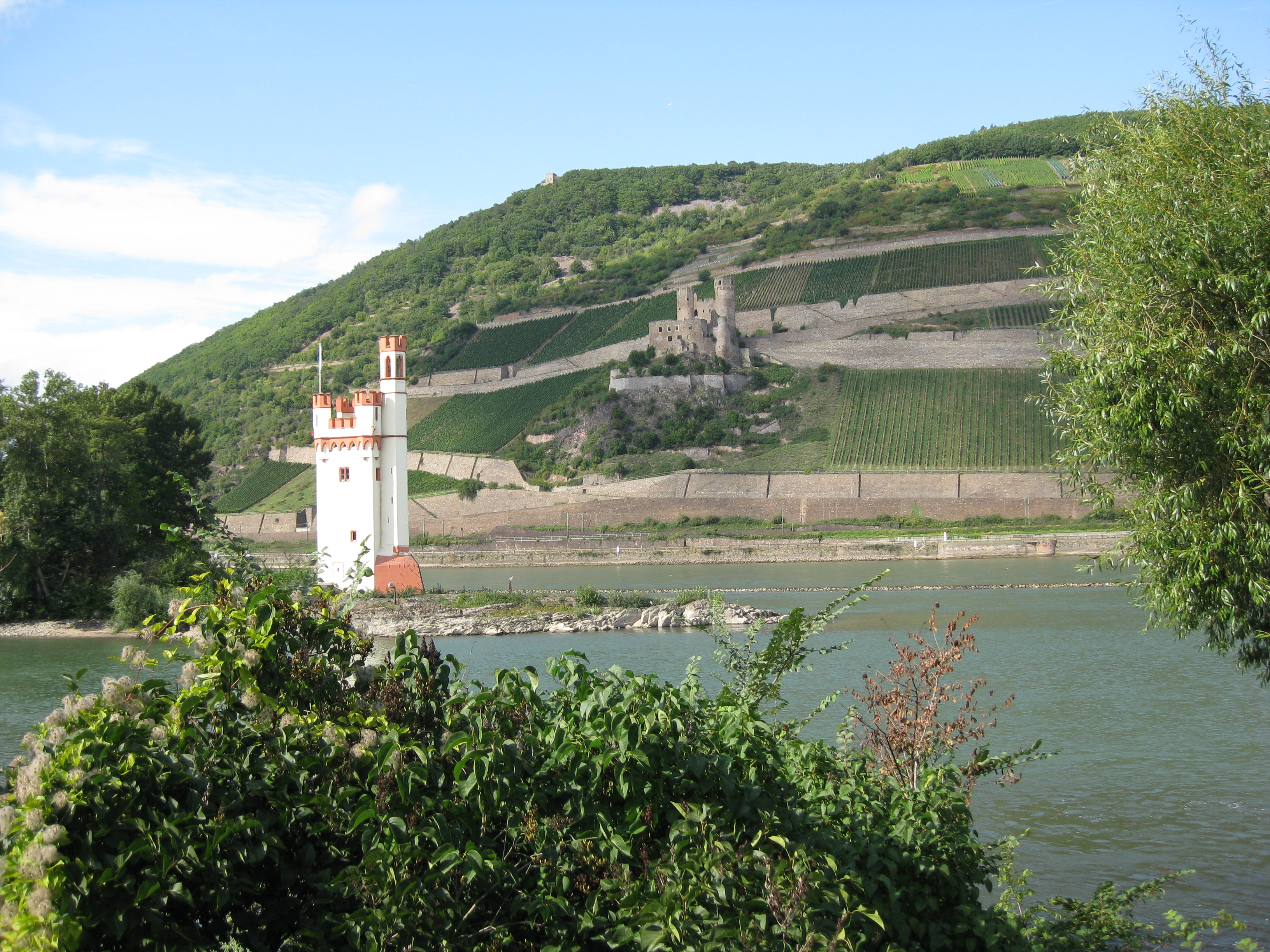
Binger Mäuseturm und Burg Ehrenfels am Rhein bei Rüdesheim

Die Gegend um das heutige Rüdesheim war schon früh besiedelt, zunächst von den Kelten, seit der Zeitenwende dann von Ubiern und später Mattiakern. Im 1. Jahrhundert rückten die Römer bis an den Taunus vor. In Bingen errichteten sie ein Kastell und auf der gegenüberliegenden Seite, im Bereich des heutigen Rüdesheim, lag ein Brückenkopf auf dem Weg zum Limes. Den Römern folgten die Alemannen und mit der Völkerwanderung die Franken. Archäologische Gläserfunde aus dieser Zeit lassen vermuten, dass schon damals in Rüdesheim Wein angebaut wurde. Die Lage und Größe der als fränkisches Haufendorf entstandenen ursprünglichen Siedlung lässt sich am Verlauf der Straßen Klunkhardshof und Kleine Grabenstraße erkennen, die dieses Gebiet einkreisen.
Die Veroneser Schenkung von 983 stärkte die Stellung der Mainzer Erzbischöfe namentlich im unteren Rheingau, somit auch in Rüdesheim. Ihre Besitzungen, die darauf lebende Bevölkerung und der ihnen dienstbare Adel wurde der Oberhoheit der Rheingrafen entzogen und eigener Gerichtsbarkeit unterstellt. Nach und nach begaben sich immer mehr der in Rüdesheim begüterten Adeligen unter ihre Lehenshoheit, wodurch der Einfluss der Rheingrafen in Rüdesheim wie im gesamten Rheingau nach und nach zurückgedrängt wurde, bis diese sogar selbst lehensabhängig wurden und der Erzbischof schließlich die uneingeschränkte Territorialherrschaft erlangte.
Unter Erzbischof Bardo (1031–1051) wurde der Weinbau im Rheingau und namentlich in Rüdesheim erstmals planmäßig gefördert. Er gab auf Wunsch des Volkes „gebirgiges Land in Rudensheim und Ibingen“ (Rüdesheim und Eibingen) zur Rodung und Kultivierung frei, um dort Weinberge anzulegen. Die große Erweiterung des Weinbaus durch Rodung von Waldflächen begann ab 1074 unter Erzbischof Siegfried I. Die von ihm generell erteilte Rodeerlaubnis war streng an die Bedingung geknüpft, dass im Rottland nur Weinberge angelegt würden. Die Rodungen der folgenden 150 Jahre schufen im ganzen Rheingau, also auch in Rüdesheim, die Grundlage für den Wohlstand der folgenden Zeit. Im Jahr 1226 wurden dann alle weiteren Rodungen im Rheingau untersagt. Rüdesheim lebte seit dieser Zeit hauptsächlich vom Weinanbau und der Schifffahrt, insbesondere der Flößerei.
Im 15. und 16. Jahrhundert blieb der Rheingau, nicht zuletzt durch den Schutz des Rheingauer Gebücks, weitgehend von Kriegszügen verschont. Rüdesheim erlangte einigen Wohlstand. Die Ringmauer als Stadtbefestigung wurde von der Löhrstraße bis zur Steingasse erweitert und durch mehrere Türme verstärkt, von denen bis heute nur der Adlerturm am Rheinufer als ehemaliger Pulverturm erhalten blieb. Der Rüdesheimer Weinmarkt, einer von drei Rheingauer Weinmärkten, blühte auf, und am Rhein wurde ein neuer Weinkran installiert. Schiffsmühlen mahlten nicht nur Korn, sondern auch andere technische Rohstoffe und der Rhein war von zahlreichen Schiffen belebt. Für den wachsenden Verkehr hatte Rüdesheim eine besondere Bedeutung, denn hier endete die Landstraße am steilen Rheinufer und aller Verkehr stromabwärts musste auf Schiffe umsteigen, da es noch keine Rheinuferstraße nach Assmannshausen und Lorch gab. Deshalb fanden zahlreiche Rüdesheimer Schiffer ein gutes Auskommen als Fracht- und Fährschiffer, als Lotsen und Floßsteuerleute. Viele Reisende machten in Rüdesheim Station, um ein geeignetes Schiff abzuwarten, was die Entwicklung von zahlreichen Gasthöfen förderte.
Im Jahre 1803 beendete der Reichsdeputationshauptschluss die Herrschaft von Kurmainz im Rheingau. Rüdesheim kam unter die Herrschaft des Herzogtums Nassau. Am 4. April 1816 wurde Rüdesheim Sitz des herzoglich nassauischen Amtes Rüdesheim und erhielt am 1. Januar 1818 Stadtrechte.
Als nach der preußischen Annexion des Herzogtums Nassau im Jahre 1867 das Gebiet in Kreise aufgeteilt wurde, erhielt Rüdesheim den Sitz des neu gegründeten Rheingaukreises und wurde damit Kreisstadt.

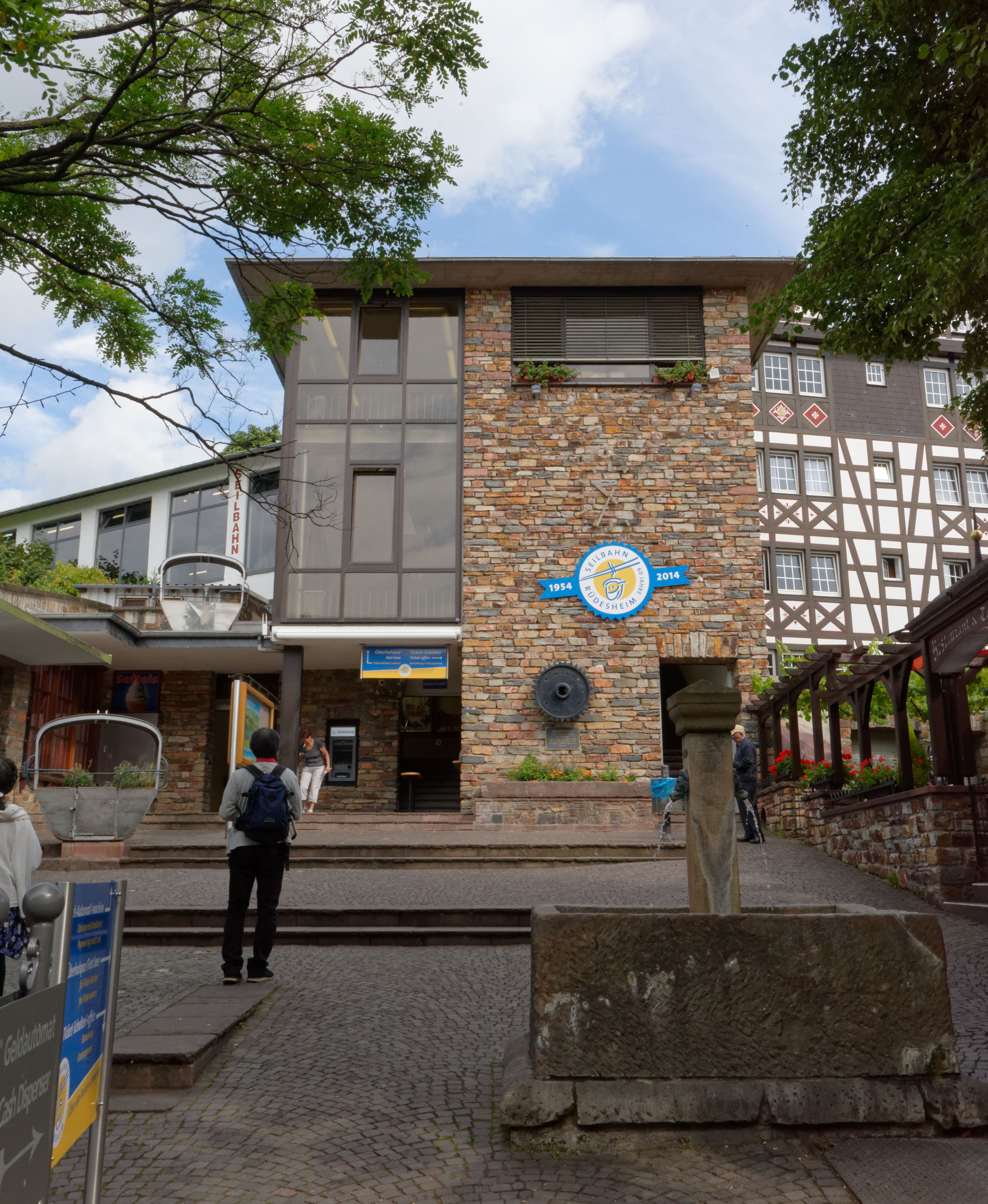
Talstation der Rüdesheimer Seilbahn zum Niederwalddenkmal in der Oberstraße

Im Jahre 1877 wurde von Kaiser Wilhelm I. der Grundstein für das Niederwalddenkmal gelegt, das 1883 fertig gestellt wurde. Dieses Nationaldenkmal zog sehr viele Touristen an, die zunächst mit Eseln, ab 1885 mit der dampfgetriebenen Niederwaldbahn und seit 1954 mit einer Kabinenseilbahn zu dem hoch über der Stadt liegenden Denkmal gelangen konnten. Der Tourismus löste zunehmend die Schifffahrt als Haupteinnahmequelle ab.
1939 wurde unter vorheriger Geheimhaltung die damals eigenständige Gemeinde Eibingen von den Rüdesheimer Nationalsozialisten gegen den Willen der Eibinger Bevölkerung nach Rüdesheim eingemeindet.
Der 25. November 1944, nach dem Heiligenkalender der Katharina von Alexandrien geweiht, wurde als Katharinentag zum schwarzen Tag für Rüdesheim, als ein schwerer Bombenangriff die Viertel um die katholische und evangelische Pfarrkirche in Schutt und Asche legte und über 200 Menschen tötete. Auch noch Jahrzehnte nach dem Krieg ist der Katharinentag dem Gedenken an dieses Ereignis und an die Toten gewidmet.
Weil die ältesten Gebäude der Altstadt verschont geblieben waren und der Wiederaufbau zügig erfolgte, gewann Rüdesheim seine touristische Anziehungskraft bald zurück. Zur Aufnahme der vielen Vertriebenen und Flüchtlinge nach dem Krieg entstanden in Rüdesheim und Eibingen neue Wohngebiete: 1953 die Siedlung Windeck, 1970 die Siedlung Trift und 1977 Rüdesheim-Ost.

## Eingemeindungen
Am 1. Januar 1977 wurden die Gemeinde Assmannshausen, die am 1. Oktober 1970 mit Aulhausen fusioniert hatte, und die Gemeinde Presberg in die Stadt Rüdesheim am Rhein eingegliedert.
Den Status der Kreisstadt musste Rüdesheim gleichzeitig an Bad Schwalbach abtreten, als aus dem Rheingaukreis und dem Untertaunuskreis der Rheingau-Taunus-Kreis gebildet wurde.
Seit dem Jahr 2002 gehört Rüdesheim mit dem Oberen Mittelrheintal zum UNESCO-Welterbe. Rüdesheim ist zusammen mit der Stadt Lorch einziges hessisches Mitglied im Zweckverband „Welterbe Oberes Mittelrheintal“.

## Politik

### Stadtverordnetenversammlung
Die Kommunalwahl am 14. März 2021 lieferte folgendes Ergebnis, in Vergleich gesetzt zu früheren Kommunalwahlen:
| Sitzverteilung in der Stadtverordnetenversammlung 2021Insgesamt 31 Sitze - SPD: 4 - GfR: 11 - WIR: 5 - FDP: 1 - CDU: 9 - AfD: 1 | Parteien und Wählergemeinschaften | Parteien und Wählergemeinschaften                     | 2021  | 2021  | 2016  | 2016  | 2011  | 2011  | 2006  | 2006  | 2001  | 2001  |
| Sitzverteilung in der Stadtverordnetenversammlung 2021Insgesamt 31 Sitze - SPD: 4 - GfR: 11 - WIR: 5 - FDP: 1 - CDU: 9 - AfD: 1 | Parteien und Wählergemeinschaften | Parteien und Wählergemeinschaften                     | %     | Sitze | %     | Sitze | %     | Sitze | %     | Sitze | %     | Sitze |
| Sitzverteilung in der Stadtverordnetenversammlung 2021Insgesamt 31 Sitze - SPD: 4 - GfR: 11 - WIR: 5 - FDP: 1 - CDU: 9 - AfD: 1 | GfR                               | Gemeinsam für Rüdesheim                               | 35,2  | 11    | 27,3  | 9     | –     | –     | –     | –     | –     | –     |
| Sitzverteilung in der Stadtverordnetenversammlung 2021Insgesamt 31 Sitze - SPD: 4 - GfR: 11 - WIR: 5 - FDP: 1 - CDU: 9 - AfD: 1 | CDU                               | Christlich Demokratische Union Deutschlands           | 29,0  | 9     | 42,3  | 13    | 41,2  | 13    | 44,8  | 14    | 52,0  | 19    |
| Sitzverteilung in der Stadtverordnetenversammlung 2021Insgesamt 31 Sitze - SPD: 4 - GfR: 11 - WIR: 5 - FDP: 1 - CDU: 9 - AfD: 1 | WIR                               | Freie Wähler-WIR, Wählerinitiative Rüdesheim am Rhein | 15,7  | 5     | 14,2  | 4     | 21,4  | 7     | 23,6  | 7     | –     | –     |
| Sitzverteilung in der Stadtverordnetenversammlung 2021Insgesamt 31 Sitze - SPD: 4 - GfR: 11 - WIR: 5 - FDP: 1 - CDU: 9 - AfD: 1 | SPD                               | Sozialdemokratische Partei Deutschlands               | 12,8  | 4     | 12,3  | 4     | 19,9  | 6     | 23,4  | 7     | 32,3  | 12    |
| Sitzverteilung in der Stadtverordnetenversammlung 2021Insgesamt 31 Sitze - SPD: 4 - GfR: 11 - WIR: 5 - FDP: 1 - CDU: 9 - AfD: 1 | AfD                               | Alternative für Deutschland                           | 3,8   | 1     | –     | –     | –     | –     | –     | –     | –     | –     |
| Sitzverteilung in der Stadtverordnetenversammlung 2021Insgesamt 31 Sitze - SPD: 4 - GfR: 11 - WIR: 5 - FDP: 1 - CDU: 9 - AfD: 1 | FDP                               | Freie Demokratische Partei                            | 3,4   | 1     | 3,9   | 1     | 4,1   | 1     | 3,0   | 1     | 15,7  | 6     |
| Sitzverteilung in der Stadtverordnetenversammlung 2021Insgesamt 31 Sitze - SPD: 4 - GfR: 11 - WIR: 5 - FDP: 1 - CDU: 9 - AfD: 1 | OGL                               | Offene Grüne Liste                                    | –     | –     | –     | –     | 13,4  | 4     | 5,1   | 2     | –     | –     |
| Sitzverteilung in der Stadtverordnetenversammlung 2021Insgesamt 31 Sitze - SPD: 4 - GfR: 11 - WIR: 5 - FDP: 1 - CDU: 9 - AfD: 1 | Gesamt                            | Gesamt                                                | 100,0 | 31    | 100,0 | 31    | 100,0 | 31    | 100,0 | 31    | 100,0 | 37    |
| Sitzverteilung in der Stadtverordnetenversammlung 2021Insgesamt 31 Sitze - SPD: 4 - GfR: 11 - WIR: 5 - FDP: 1 - CDU: 9 - AfD: 1 | Wahlbeteiligung in %              | Wahlbeteiligung in %                                  | 49,3  | 49,3  | 45,8  | 45,8  | 47,7  | 47,7  | 46,4  | 46,4  | 49,7  | 49,7  |

### Bürgermeister
Nach der hessischen Kommunalverfassung wird der Bürgermeister für eine sechsjährige Amtszeit gewählt, seit dem Jahr 1993 in einer Direktwahl, und ist Vorsitzender des Magistrats, dem in der Stadt Rüdesheim am Rhein neben dem Bürgermeister ehrenamtlich ein Erster Stadtrat und zehn weitere Stadträte angehören. Bürgermeister ist seit dem 1. Februar 2020 der parteiunabhängige Klaus Zapp. Er setzte sich am 10. November 2019 in einer Stichwahl gegen Amtsinhaber Volker Mosler (CDU), der sich um eine dritte Amtszeit beworben hatte, bei 52,2 Prozent Wahlbeteiligung mit 60,9 Prozent der Stimmen durch.
Amtszeiten der Bürgermeister
- 2020–2026 Klaus Zapp[18]
- 2008–2020 Volker Mosler (CDU)
- 1996–2008 Udo Grün
- 1990–1996 Burkhard Melster (CDU)[21]
- 1966–1990 Hubert Schlephorst (CDU)[22]
- 1951–1965 Klaus Dinse (CDU)
- 1947–1950 Leopold Bausinger (CDU)[23]
- 1945–1947 …
- 1936–1945 Leopold Bausinger

Mit Leopold Bausinger und Klaus Dinse wurden zwei Rüdesheimer Bürgermeister zum Landrat des Rheingaukreises gewählt und bestimmten von 1950 bis zum Abschluss der Gebietsreform in Hessen Ende 1976 die Kreispolitik.

### Städtepartnerschaften
Die Stadt Rüdesheim am Rhein unterhält partnerschaftliche Beziehungen zu
- Meursault in Frankreich,
- Juliénas in Frankreich (verschwistert mit dem Stadtteil Assmannshausen),
- Oingt in Frankreich (verschwistert mit dem Stadtteil Presberg),
- Mezőkövesd in Ungarn,
- Swanage (Dorset) im Vereinigten Königreich und
- Serra Sant’Abbondio in Italien.

### Hoheitszeichen

Flagge

Die Stadt Rüdesheim führt ein Dienstsiegel, ein Wappen und eine Flagge.
| Wappen der Stadt Rüdesheim am Rhein | Blasonierung: „In Rot über grünem Schildfuß ein golden nimbierter und golden gerüsteter silberner Reiter auf einem auf der Schildfußlinie schreitendem goldgezäumtem silbernem Ross, seinen blauen Mantel mit der Linken hebend und mit silbernem Schwert in der Rechten teilend, rechts auf dem Schildgrund ein golden nimbierter silberner bärtiger Mann mit langem Gewand und Pilgerhut, in der Rechten ein schwarzes Buch mit rotem Schnitt, in der Linken einen goldenen Pilgerstab am Körper haltend, schräg links oberhalb begleitet von einer silbernen Muschel, in der Schildfußmitte ein linksgewendet sitzender goldhaariger silberner Mann, barfuß im Lendentuch, mit angewinkeltem linken und ausgestrecktem rechten Bein, erhoben Armen, in der linken Hand eine schwarze Krücke.“ |
| Wappen der Stadt Rüdesheim am Rhein | Wappenbegründung: Der Reiter ist der Hl. Martin von Tours, der seinen Mantel mit dem Armen vor ihm teilt und besonders während der Kurmainzer Zeit verehrt wurde, der stehende Pilger ist der Hl. Jakobus mit seinen Zeichen Pilgerstab und Jakobsmuschel. Das Rüdesheimer Wappen hat viele Wandlungen erfahren und bestand im 19. Jahrhundert zeitweise nur aus der Jakobsmuschel. Ein ähnliches Signet gab es als Siegel bereits im 17. und 18. Jahrhundert. |

## Kultur und Sehenswürdigkeiten

### Museen

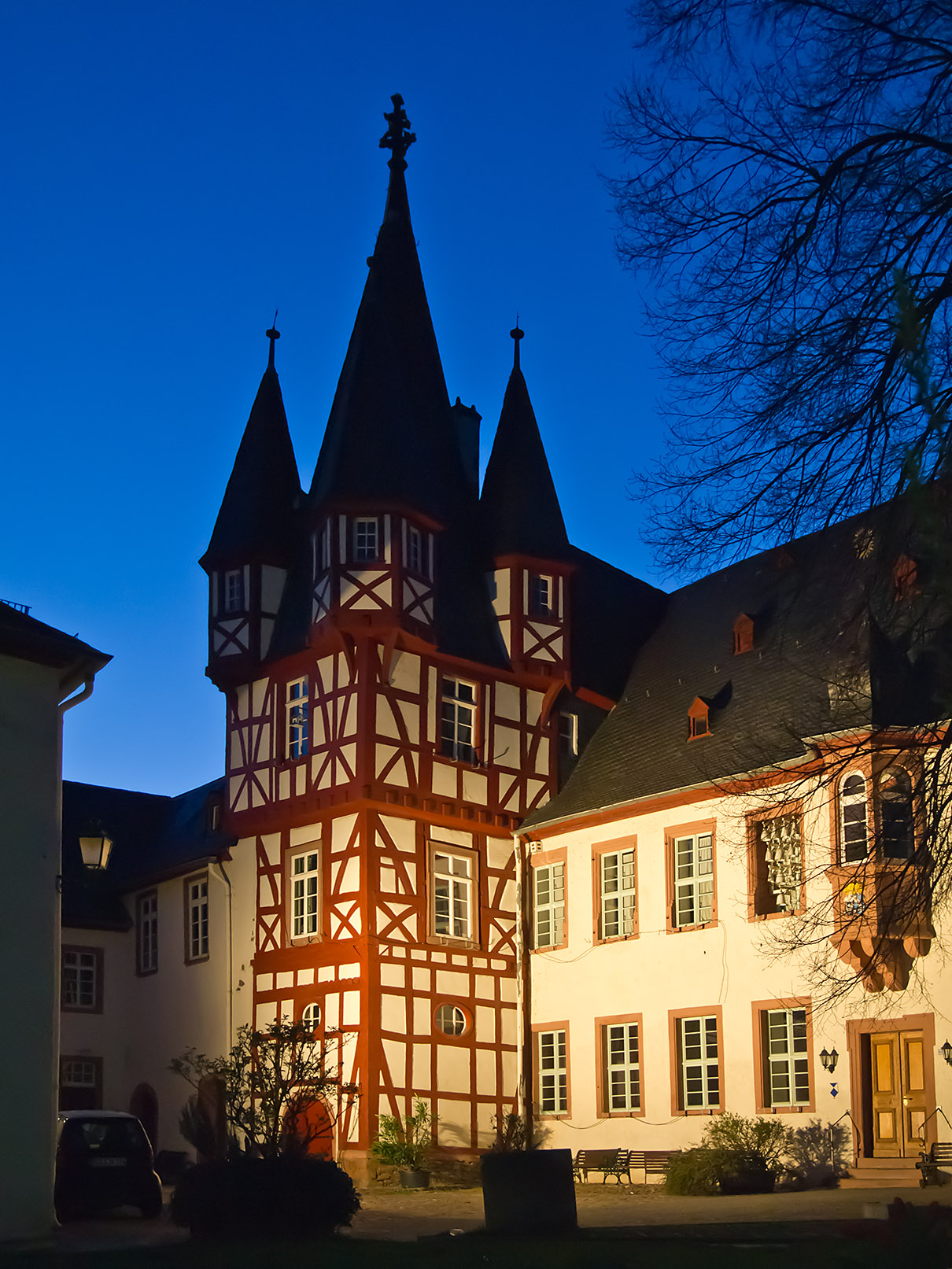
Brömserhof mit Siegfrieds Mechanischem Musikkabinett

- Siegfrieds Mechanisches Musikkabinett – Erstes Deutsches Museum für Datenspeicher-Musikinstrumente. Auf über 400 Quadratmetern Ausstellungsfläche wird die Geschichte der selbstspielenden Musik und ihrer Instrumente aus vier Jahrhunderten dargestellt, von der Spieluhr bis zum tonnenschweren Orchestrion. Besonderheiten: einzigartige Sammlung selbstspielender Geigen, wie die Hupfeld Phonoliszt Violina mit sechs Geigen, das Hupfeld Violina Orchestra oder Poppers Violinovo und seit 2009 einer Kinoorgel von Welte. Seit 1996 gibt es auch ein Porzellanglockenspiel aus Meißen mit 22 Glocken zu erleben.
- Mittelalterliches Foltermuseum – Das Museum zeigt auf 1000 Quadratmetern in historischen Gewölbekellern die Rechtsgeschichte des Mittelalters sowie die Zeit der Hexenverfolgung in Deutschland. Es stellt eine reichhaltige Sammlung der eindrucksvollsten Folterwerkzeuge aus. Die wertvolle Bildersammlung bekannter Meister der damaligen Zeit, sind Zeitzeugen der Jahrhunderte. Eine Fotodokumentation von Amnesty International zum Thema Menschenrechtsverletzungen des 20. und 21. Jahrhunderts, rundet die größte Ausstellung Europas zum Thema „Hexen, Folter, Scheiterhaufen“ ab.[25]
- Asbach-Besucher-Center – Präsentation der Asbach-Brennerei mit Asbach-Shop[26]
- Rheingauer Weinmuseum Brömserburg – Erzählt die tausendjährige Weinbaugeschichte in Deutschland mit Schwerpunkt Rheingau in der ältesten Burg im Gebiet des Welterbes Oberes Mittelrheintal[27]
- Spielzeug- und Eisenbahnmuseum – Das Museum zeigt auf einer Eisenbahngroßanlage von 51 Quadratmetern den Romantischen Rhein von Rüdesheim bis Koblenz im Stil der 1930er bis 1950er Jahre in Betrieb. Alle markanten Punkte am Rhein finden sich im Modell wieder. Kinder- und Erwachsenenspielzeug der vergangenen 100 Jahre. Puppen, Kaufmannsläden, Puppenküchen, Autos, Dampfmaschinen, Metallbaukästen und vieles andere mehr können in Vitrinen besichtigt werden. Besonderes Augenmerk verdient die Entwicklung der Spielzeugeisenbahnen der vergangenen 100 Jahre. Uhrwerkzüge, Echtdampfzüge, elektrische Eisenbahnen finden sich in großer Anzahl.[28]

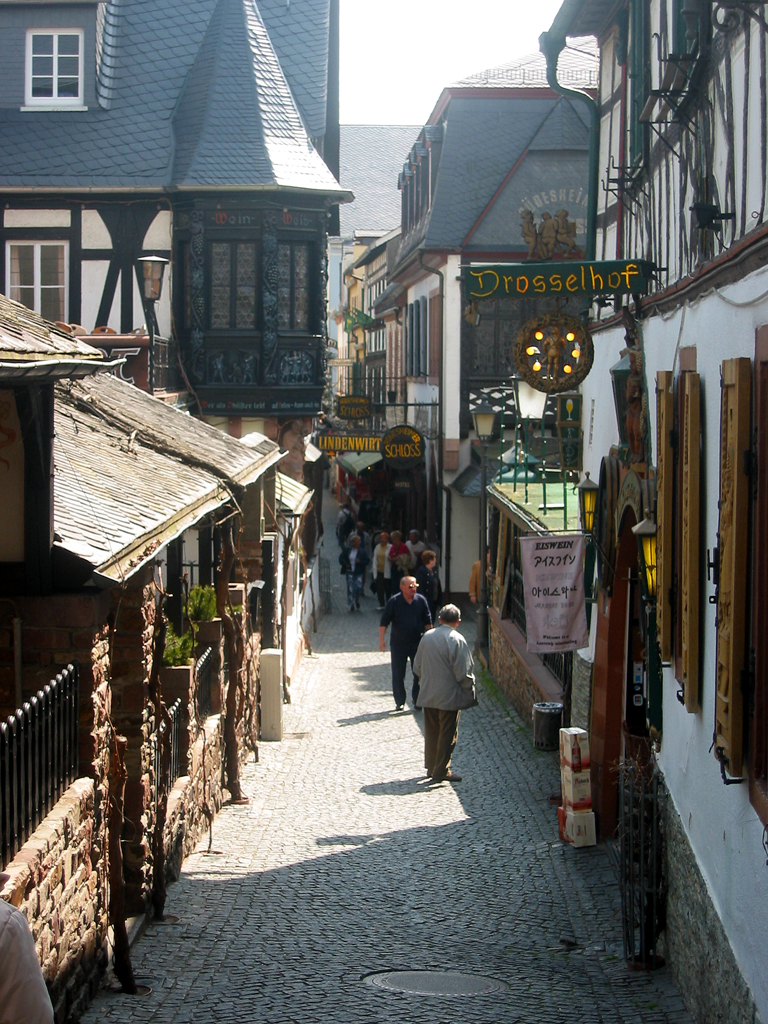
In der Rüdesheimer Altstadt (Drosselgasse)

### Musik
- Rüdesheimer Konzerte, vier Konzerte im Sitzungssaal des Rathauses
- Rheingau Musik Festival, Konzerte in der St. Jakobus-Kirche und im Kloster St. Hildegardis und der Pfarrkirche Heilig Kreuz im Stadtteil Assmannshausen
- Klassik-Konzert am Vorabend des traditionellen Weinfest im August
- Live Unterhaltungsmusik in den Lokalen der Drosselgasse

### Bauwerke

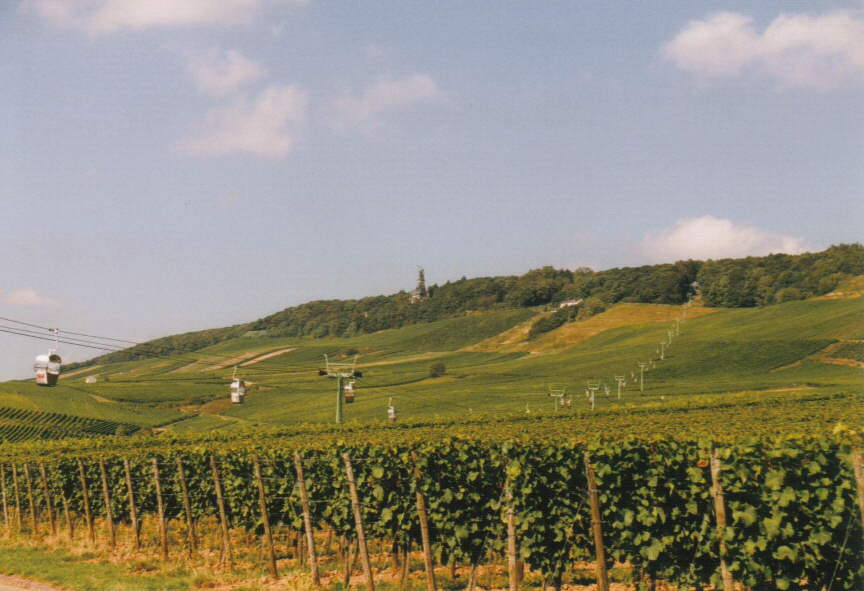
Niederwalddenkmal mit Seilbahn

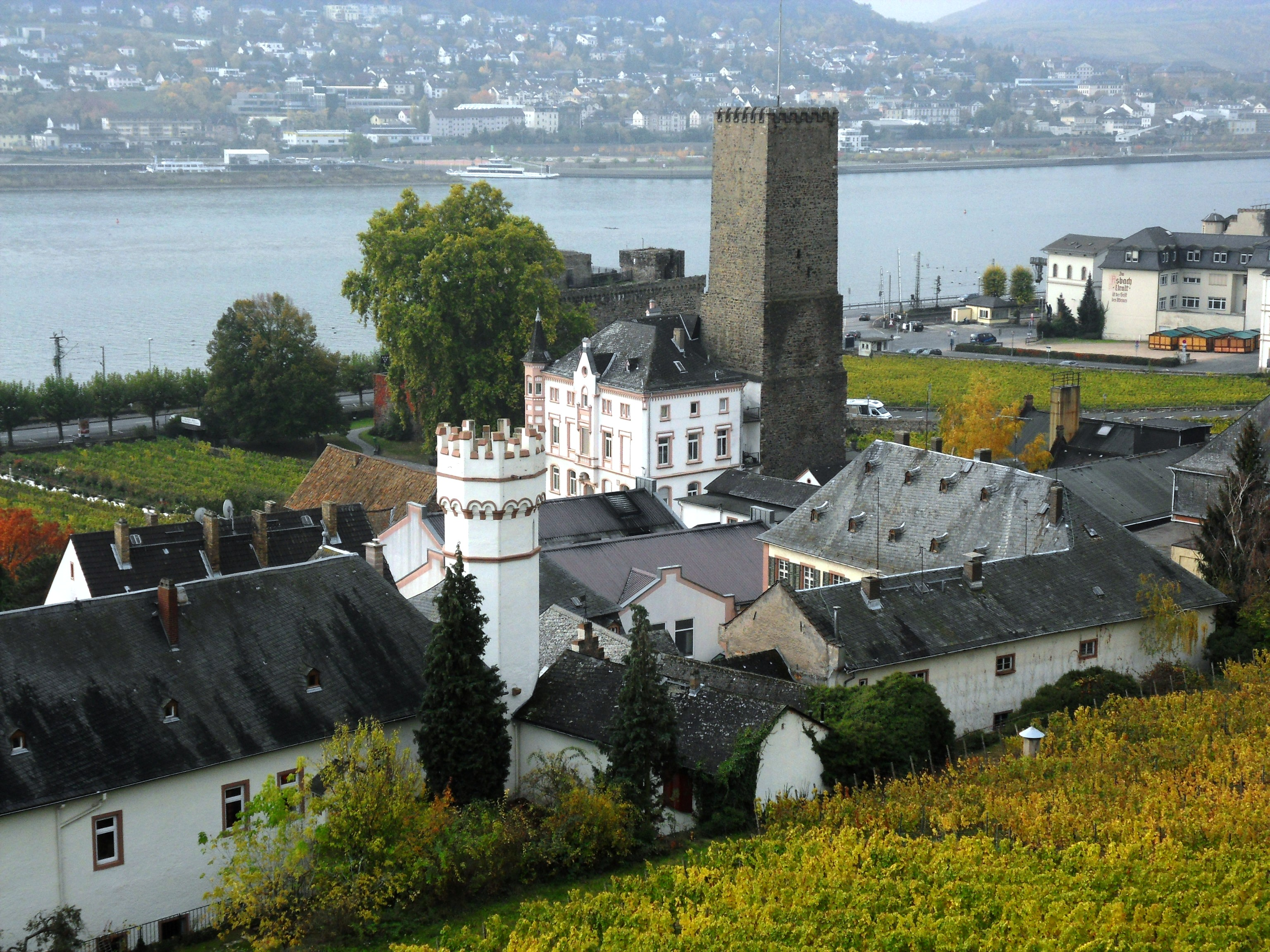
Die Boosenburg mit der Villa der Weinkellerei Carl Jung

- Das Niederwalddenkmal, errichtet im Jahr 1883
- Der Osteinsche Landschaftspark Niederwald aus dem 18. Jahrhundert
- Die Drosselgasse mit zahlreichen Weinschenken
- Die Pfarrkirche St. Jakob aus dem 15. Jahrhundert
- Die Ruine der Burg Ehrenfels
- Die Brömserburg (Niederburg), älteste Burg im UNESCO-Welterbe „Oberes Mittelrheintal“ mit Rheingauer Weinmuseum.
- Die Boosenburg (Oberburg) – erhalten ist der 38 m hohe Turm.
- Der Klunkhardshof, großes Fachwerkwohnhaus aus dem 15. Jahrhundert
- Die Adelshöfe in der Oberstraße: Brömserhof, Groenesteynscher Hof, Bassenheimer Hof
- Adlerturm aus dem 15. Jahrhundert – Der 20,5 m hohe spätgotische Eckturm der alten Stadtbefestigung lag früher unmittelbar am Rhein.
- Der Binger Mäuseturm aus dem 14. Jahrhundert auf der Rheininsel
- Die Benediktinerinnenabtei St. Hildegard oberhalb des Stadtteils Eibingen
- Die Pfarrkirche St. Hildegard ist hervorgegangen aus den Überresten des von Hildegard von Bingen 1165 gegründeten Benediktinerinnen-Klosters
- Überreste der Hindenburgbrücke
- Der Bahnhof, erbaut von 1854 bis 1856 nach Entwürfen des Architekten Heinrich Velde.
- Vorderburg (Rüdesheim)

### Regelmäßige Veranstaltungen

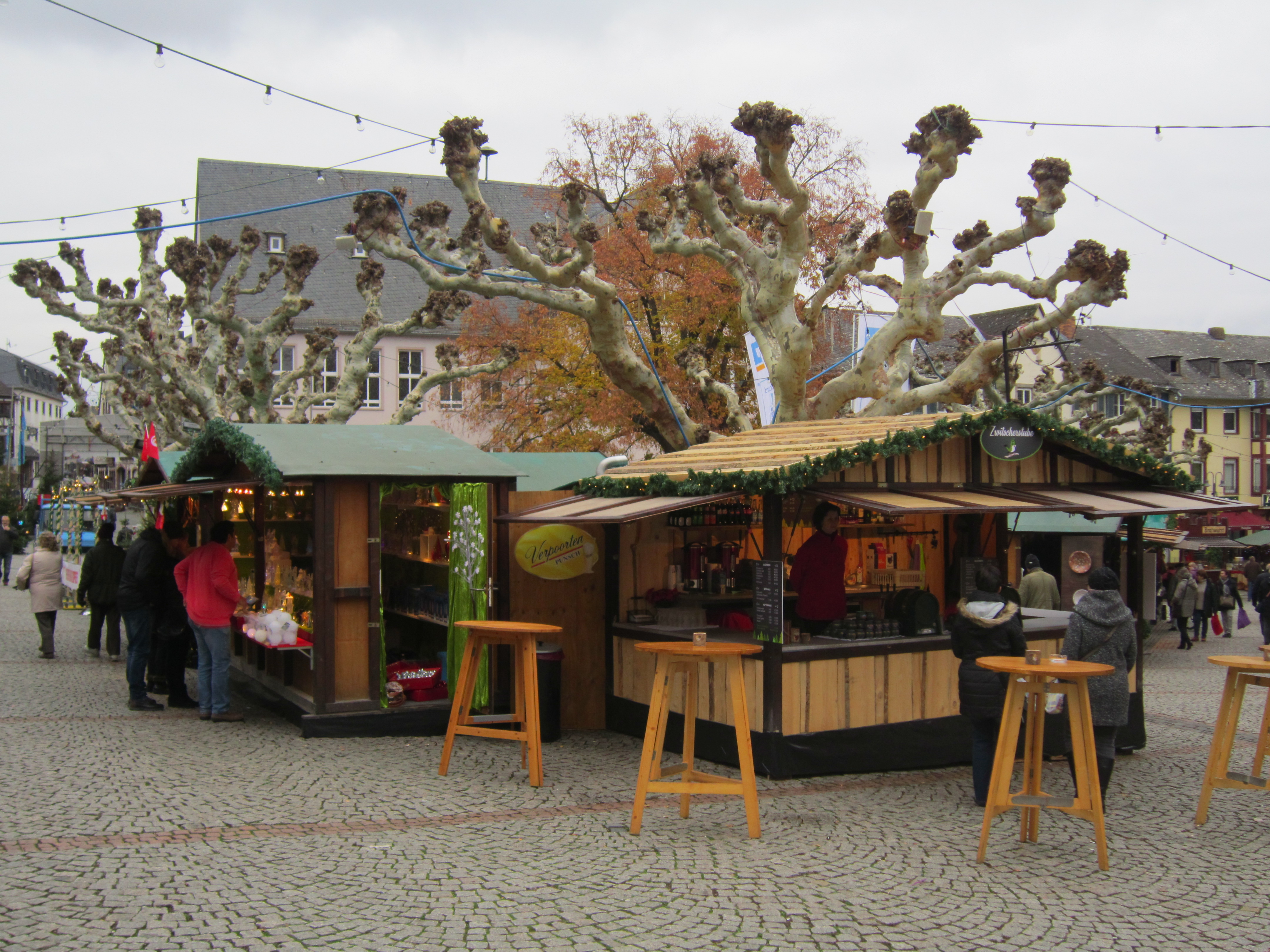
Weihnachtsmarkt der Nationen auf dem Rüdesheimer Marktplatz

In Rüdesheim finden eine Reihe von Großveranstaltungen und Festen statt, die zu Besuchermagneten geworden sind.
- Deutscher Sekttag (zweites Wochenende im Mai)
- Kindersonntag, letzter Sonntag vor Fronleichnam/Magic Bike (erstmals 2009)
- Magic-Bike-Rüdesheim, eines der größten europäischen Harley-Davidson-Treffen (üblicherweise am Fronleichnamswochenende)[29]
- Assmannshausen in ROT (Frühsommer)
- Rhein in Flammen am ersten Samstag im Juli
- Welterbefeier am Niederwalddenkmal in unregelmäßigen Abständen, anlassbezogen
- Rüdesheimer Weinfest (drittes August-Wochenende)
- Rhine on Skates (letzter Samstag im August)
- Bergrennen in Presberg (letztes August-Wochenende)
- Hildegardistag Wallfahrt zur Pfarrkirche Eibingen (17. September)
- Tage des Federweißen (letztes „Weinfest“ im Jahr) Ende Oktober, Anfang November
- Weihnachtsmarkt der Nationen während der Adventszeit von Ende November bis Weihnachten

## Wirtschaft und Infrastruktur

### Tourismus und Weinbau

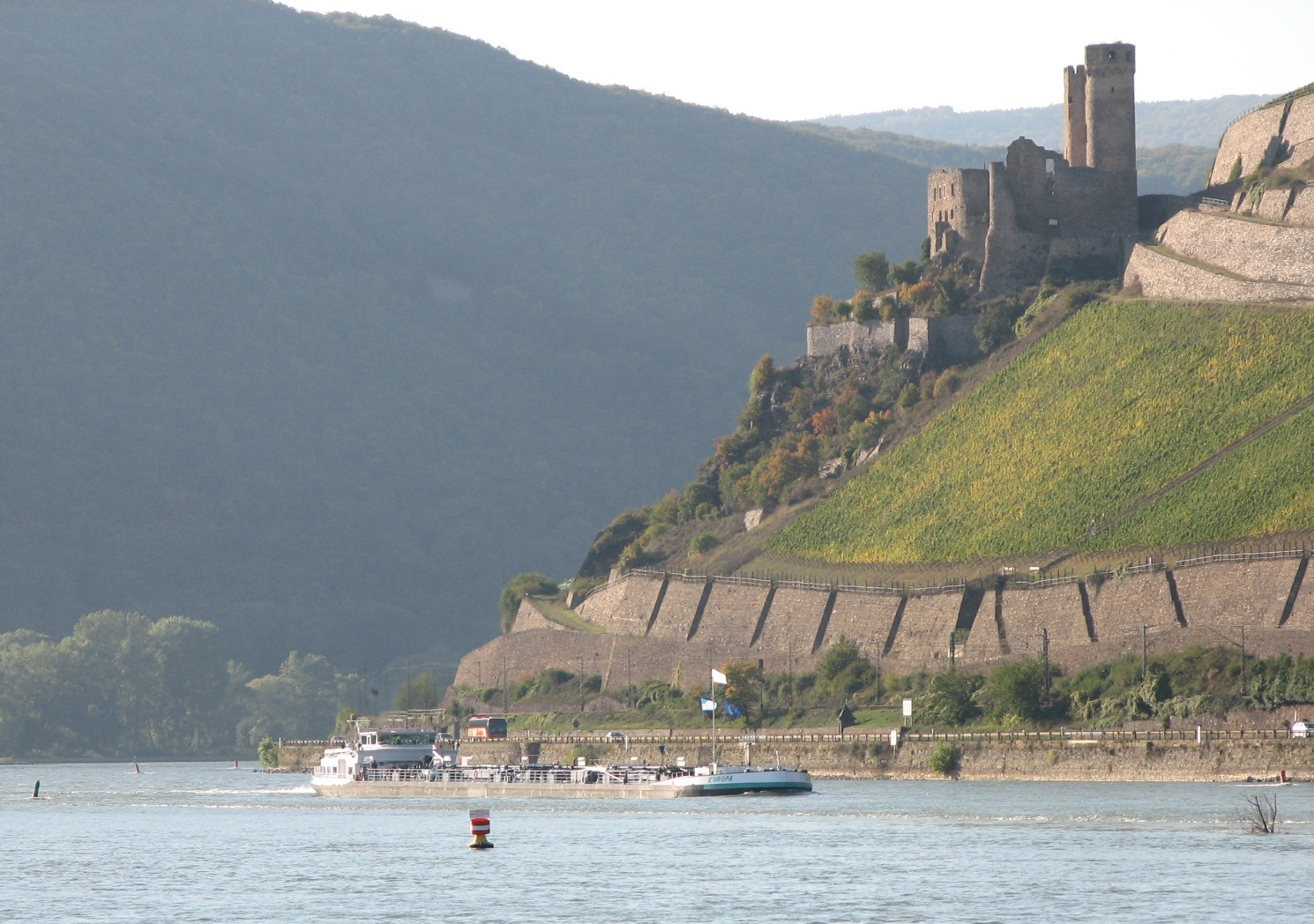
Burgruine Ehrenfels mit Weinhängen

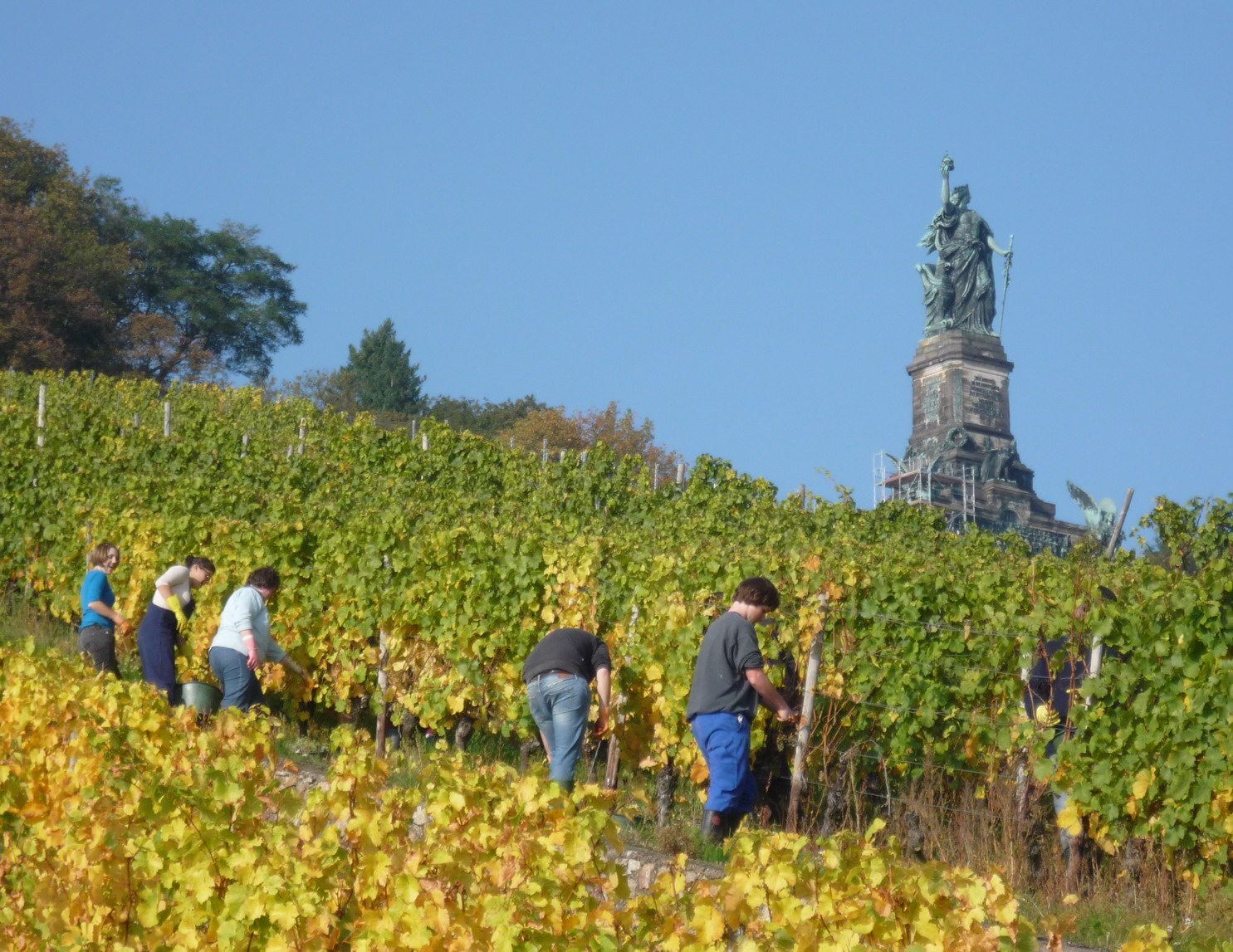
Weinlese unterhalb des Niederwalddenkmals

Weinbau, Niederwalddenkmal und Tourismus prägen im Zusammenwirken das Leben und die wirtschaftliche Situation besonders in den Stadtteilen Rüdesheim und Assmannshausen. Die davon ausgehende Anziehungskraft strahlt auch auf die Großveranstaltungen aus, die hier stattfinden. Mit rund 380.000 Übernachtungen entfallen auf die Stadt knapp ein Drittel aller Übernachtungen im Rheingau-Taunus-Kreis.
Hinzu kommen die Gäste, die an Bord eines der Flusskreuzfahrtschiffe in Rüdesheim übernachten und die vielen Tagesgäste aus der Region. Gastronomie und Hotels konzentrieren sich in der Rüdesheimer Altstadt um die berühmte Drosselgasse, aber auch in Assmannshausen.
Nach den ersten in Europa durchgeführten touristischen Reisen durch das romantische Rheintal im ausgehenden 18. Jahrhundert war die Einweihung des Niederwald-Denkmals der Beginn eines andauernden Tourismus-Booms in Rüdesheim. Zunächst mit Kutschen, Eseln und ab 1885 mit der rasch errichteten Zahnradbahn bewegten sich die Besucher vom Rheinufer hinauf zur „Germania“ auf dem Niederwald. Nach dem Zweiten Weltkrieg wurde die teilweise zerstörte Bahn abgebrochen und 1954 eine Seilbahn zum Denkmal errichtet. Die internationale Bekanntheit und Beliebtheit der kleinen Stadt zeigt sich in einem Anteil von knapp 50 % ausländischer Besucher. Neben den bekannten Zielen steht heute auch die Abtei St. Hildegardis, die Eibinger Pfarrkirche mit dem Schrein der Hildegard von Bingen oder die Rüdesheim, den Niederwald und Assmannshausen verbindenden Rundtouren mit Seilbahn, Sessellift und Schiff das Interesse der Besucher.
Der Ausschank von Rüdesheimer Rieslingweinen oder des Spätburgunders aus Assmannshausen in Straußwirtschaften, Weinstuben und anderen Formen der Weingastronomie bilden die Grundlage dafür, den Gästen die mit dem Weingenuss verbundene Lebensart zu vermitteln, die über Rheinromantik, deutsche Gemütlichkeit und rheinischen Frohsinn hinaus dahin zielt, das Verständnis für Qualität beim Wein zu öffnen und ihm neue Freunde und Kunden zu gewinnen. Zahlreiche Winzer bieten Weinproben und Direktverkauf an.
Anlässlich des Rüdesheimer Weinfestes findet traditionell die Krönung der Weinkönigin und ihrer Prinzessinnen statt. Die Königin und ihre Prinzessinnen repräsentieren die Stadt Rüdesheim und ihren Wein bei zahlreichen Veranstaltungen innerhalb und außerhalb der Stadt.

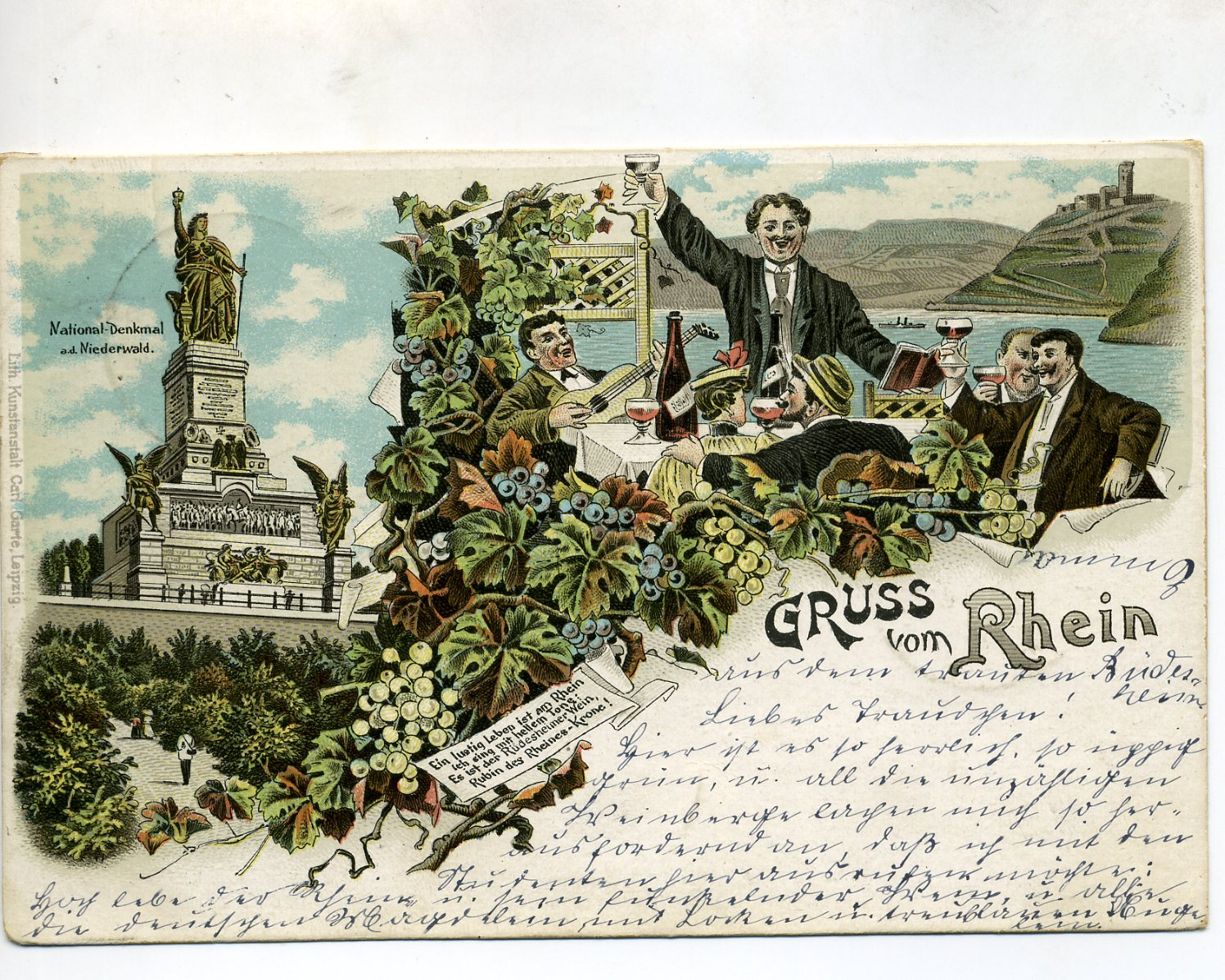
Lithografie von 1898

Der Hafenpark, entstanden aus einer Umgestaltung des ehemaligen Leinpfades und der Uferbefestigungen, ist heute Teil der Route der Welterbe-Gärten im UNESCO-Welterbe Oberes Mittelrheintal.
Die Bedeutung der einst prägenden Weinbrennerei Asbach ist durch die Verlagerung wesentlicher Betriebsteile nur noch gering. Verblieben ist in der Stadt das Asbach Besucher Center. Das ehemalige Asbachgelände am Bahnhof wurde, nach dem Verkauf der Firma an United Distillers (heute Diageo), je zur Hälfte von der Stadt Rüdesheim und dem Rheingau-Taunus-Kreis gekauft und an die Hessische Landgesellschaft zur Vermarktung weiterveräußert. 2008 wurde das Gelände von Kreis und Stadt zurückgekauft.
Im November 2010 beschloss die Stadtverordnetenversammlung den Ankauf des Kreisanteils. Die Vermarktung des Geländes liegt seitdem in den Händen der Stadt Rüdesheim am Rhein.

### Andere Gewerbe- und Dienstleistungsunternehmen
Daneben gibt es, besonders in dem Gewerbegebiet südlich der Bahnlinie, eine Anzahl an Geschäften im Handel und größere Handwerksbetriebe. Große Arbeitgeber sind daneben das St.-Josefs-Krankenhaus und in Aulhausen das St.-Vinzenz-Stift.

### Verkehr

#### Straße
Rüdesheim wird von der Bundesstraße 42 mit der Region Rhein-Main im Osten und Koblenz im Norden verbunden. Eine Landstraße führt von Rüdesheim durch die Weinberge steil hinauf zum Niederwalddenkmal, zum Jagdschloss Niederwald, nach Aulhausen und an Aulhausen vorbei nach Presberg. Nach Bingen am linken südlichen Rheinufer besteht eine Fährverbindung mit Kraftfahrzeug- und Personenfähren.
Der Rheinradweg führt in ausgebauter Form meist am Rheinufer von Wiesbaden bis Assmannshausen.

#### Eisenbahn
Der Bahnhof Rüdesheim (Rhein) ist Halt der Linien RE 9 und RB 10 im Rhein-Main-Verkehrsverbund (RMV) auf der rechten Rheinstrecke Frankfurt/M – Wiesbaden – Koblenz – Neuwied. Der Verkehr dieser Linien ist an die Vias GmbH vergeben.
Von 1862 bis 1900 bestand eine Eisenbahnverbindung nach Bingerbrück per Trajekt und von 1915 bis 1945 nach Bingen über die Hindenburgbrücke, die zu Kriegsende gesprengt wurde. Alle Konzepte zum Wiederaufbau einer Brückenverbindung nach Bingen sind bislang ergebnislos geblieben. So gibt es auf 84 Stromkilometer zwischen Mainz/Wiesbaden und Koblenz nur Fährverbindungen zwischen dem linken und dem rechten Ufer.
Aufgrund der starken Belastung der Rechten Rheinstrecke mit Güterzügen entstanden 2003 Planungen, die Bahnstrecke innerhalb von Rüdesheim in einen Tunnel zu verlegen. Auch die immer wieder entstehenden längeren Staus vor dem Bahnübergang der Bundesstraße 42, die westlich vom Ort kurz vor dem Bahnhof die Gleise quert, würden dadurch entfallen. 2012 war den Medien zu entnehmen, dass das Hessische Ministerium für Wirtschaft und Verkehr die Unterstützung für dieses Projekt gestrichen hat. Langfristig ist geplant, nur noch den Bahnübergang durch einen Straßentunnel bzw. eine Straßenbrücke zu ersetzen.

#### Schiffsverbindungen
Die Rheinfähre Bingen–Rüdesheim bietet als Personenfähre und als Kraftfahrzeugfähre dicht getaktet eine ständige Verbindung mit der Nachbarstadt Bingen am Rhein.
In der Zeit von April bis Ende Oktober verkehren täglich Personenschiffe auf dem Rhein zwischen Mainz/Wiesbaden und Köln/Koblenz, die fahrplanmäßig Rüdesheim mit vielen Orten am oberen Mittelrhein verbinden. Auch die Flusskreuzfahrten zwischen Basel und Rotterdam steuern Rüdesheim an. Auf einer Länge von mehr als einem Kilometer reihen sich am Rheinufer in Höhe der Stadt für die verschiedenen Schifffahrtsgesellschaften 20 Schiffslandebrücken aneinander.

#### Seilbahn
Seit 1954 führt die Seilbahn Rüdesheim, eine ursprünglich von PHB gebaute Kabinenseilbahn mit 85 halboffenen zweisitzigen Gondeln von Rüdesheim über eine Strecke von 1.400 Meter hinauf zum Niederwalddenkmal und überwindet dabei einen Höhenunterschied von 209 Metern. Sie wurde 2004 stillgelegt und durch eine von LST/Wopfner gebaute, äußerlich sehr ähnliche Gondelbahn ersetzt, die 720 Personen pro Stunde und Richtung befördern kann.
Von Assmannshausen geht seit 1953 ein Doppel-Sessellift 900 Meter weit über eine Höhendifferenz von etwa 225 Meter zum Jagdschloss Niederwald.
Beide Seilbahnen hatten eine Eisenbahn als Vorgänger. Von Rüdesheim führte seit dem 30. Mai 1884 die Niederwaldbahn, eine meterspurige Zahnradbahn aus dem Ort heraus 2,3 km den Berg hinauf zum Niederwalddenkmal. Bei einem alliierten Luftangriff am 25. November 1944 wurden die Gleisanlage zerstört und die Bahn per Beschluss der Stadtväter im Jahr 1952 nicht wieder aufgebaut.
Die Bahnstrecke Aßmannshausen–Jagdschloß war eine 1,53 km lange meterspurige Schmalspur- und Zahnradbahn, die am 10. Oktober 1885 zunächst probeweise eröffnet wurde. Der Erste Weltkrieg brachte ihr im Kriegsjahr 1917 wegen fehlender Touristen das frühe Aus; die Gleisanlagen wurden 1922 demontiert.

### Radwanderwege

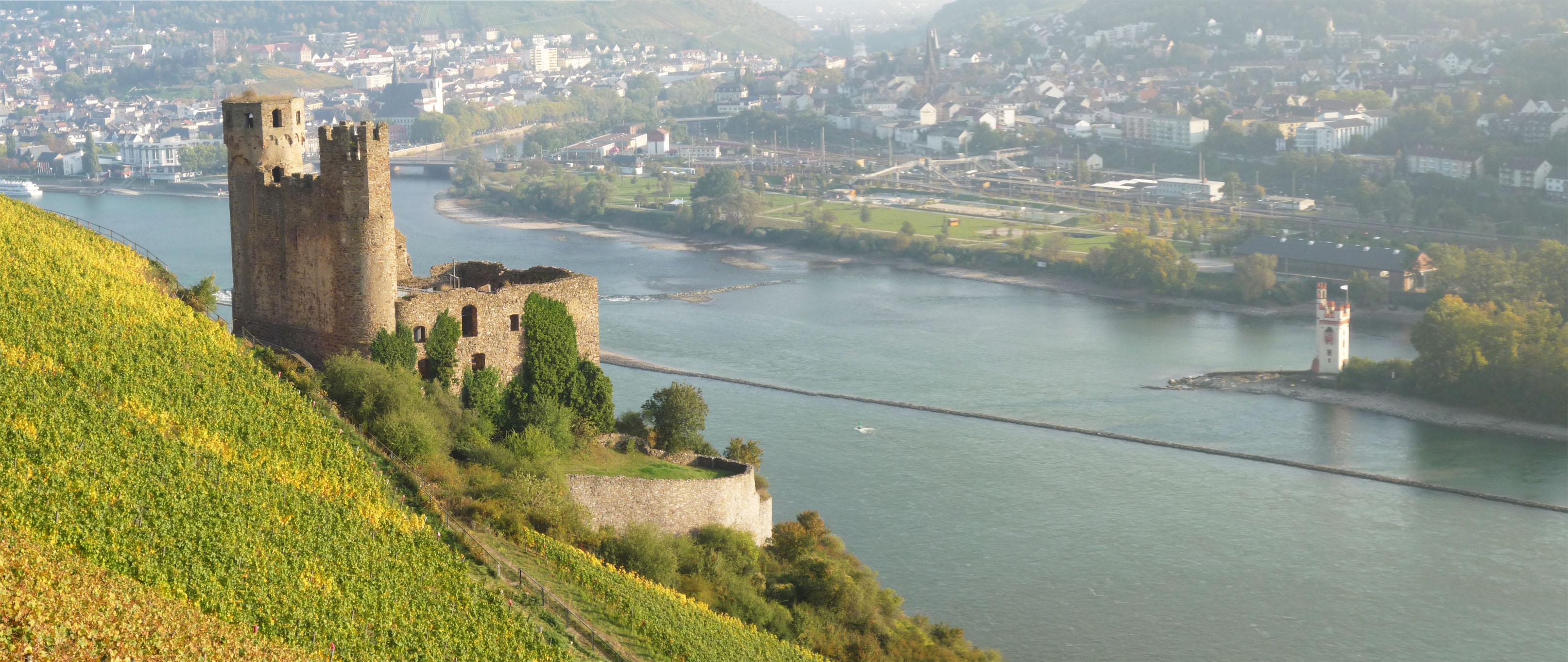
Burgruine Ehrenfels mit Blick auf Bingen, Bingerbrück und Mäuseturm

In Rüdesheim startet der Hessische Radfernweg R3 (Rhein-Main-Kinzig-Radweg) und führt unter dem Motto Auf den Spuren des Spätlesereiters. entlang von Rhein, Main und Kinzig über Fulda nach Tann in der Rhön. Auf dem ersten Teilstück bis Eltville am Rhein führt die Variante R3a über die Rheingauer Riesling Route. Seit 2013 führt der Leinpfad als Fuß- und Radweg von Rüdesheim bis Eltville. In Richtung Assmannshausen und weiter nach Kaub befindet sich der Radweg im Bau. Das erste Teilstück von Rüdesheim nach Assmannshausen wurde im Sommer 2019 nach fast 13 Jahren Bauzeit fertiggestellt. Der zweite Teilabschnitt nach Lorch soll bis April 2023 ebenfalls fertig sein.

### Wanderwege
- Die Stadt hat 2014 den Hildegard-Weg als knapp sieben Kilometer langen Rundweg um die Stadt ausgeschildert. An wichtigen Punkten wie der Abtei St. Hildegard oder der Wallfahrtskirche St. Hildegard wird auf Erläuterungstafeln informiert.[40]
- Der Rheinsteig von Wiesbaden über Koblenz nach Bonn führt durch die Gemarkung von Rüdesheim und berührt das Kloster und das Niederwalddenkmal.
- Ein anderer Wanderweg ist die Riesling-Route. Sie führt entlang des Rheines und durch die bezaubernden Weinberge von Rüdesheim am Rhein bis nach Wiesbaden.
- Fünf DSV-zertifizierte Nordic-Walking-Trails wurden rund um Rüdesheim und Assmannshausen eingerichtet. Für Spaziergänger gibt es bequeme Wege Richtung Burgruine Ehrenfels und zu allen berühmten Aussichtspunkten auf dem Niederwald. Wanderparkplätze gibt es in Rüdesheim (P2), auf dem Niederwald, am Ortsrand von Assmannshausen, auf dem Ebental und in Presberg.
- Seit dem Frühjahr 2021 gibt es im Stadtgebiet mit der Großen Rüdesheimer Runde, der Germaniarunde, dem Rotweinweg Assmannshausen, dem Klosterrundweg und der Töpferrunde fünf als Rundweg ausgeschilderte Wanderrouten.[41]

## Bildungseinrichtungen
- Julius-Alberti-Schule (Grundschule Rüdesheim)
- Hildegardisschule Rüdesheim (Integrierte Gesamtschule)
- Sonderpädagogisches Zentrum St. Vincenzstift Aulhausen
- Private Heimschule St. Vincenzstift
- Jugendheim Marienhausen[42]

Darüber hinaus bestanden Grundschulen in Assmannshausen (Nikolausschule) und Presberg. Diese wurden 2012 bzw. 2011 geschlossen.

## Persönlichkeiten
Das Rittergeschlecht der Stadt nannte sich „von Rüdesheim“. Sein bedeutendster Vertreter war Rudolf von Rüdesheim (1402–1482), päpstlicher Gesandter und Fürstbischof von Breslau.

### Söhne und Töchter der Stadt

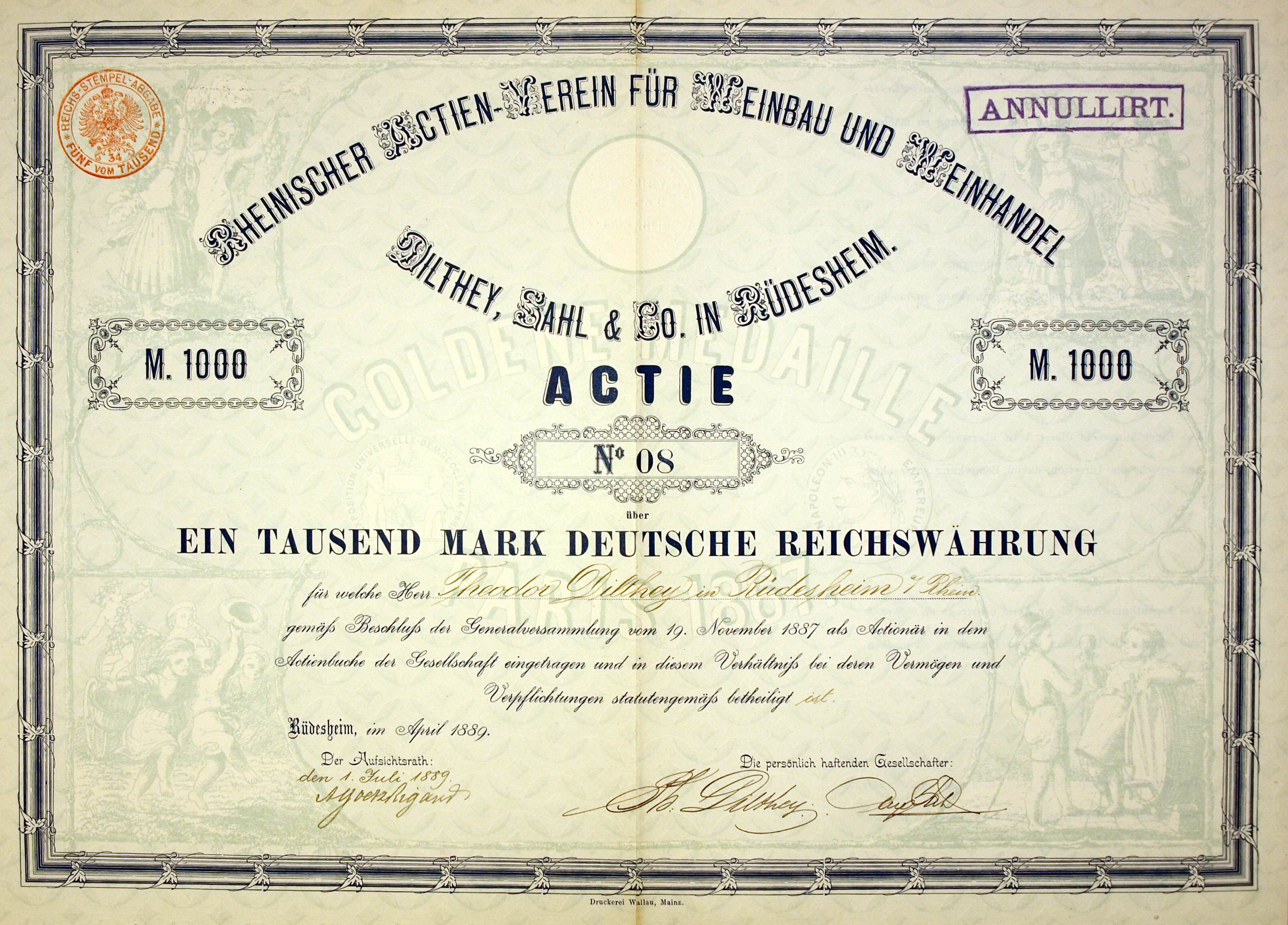
Namensaktie des Rheinischen Actien-Vereins für Weinbau und Weinhandel Dilthey, Sahl & Co vom April 1889; ausgestellt auf Theodor Dilthey

- Jacob Fidelis Ackermann (1765–1815), Mediziner
- Johann Jung (1792–1874), Steuermann und Abgeordneter des Nassauischen Landtags.
- Anton Gergens (1805–1875), Landwirt und Mitglied des Nassauischen Landtags
- Theodor Friedrich Ludwig Dilthey (1825–1892), Unternehmer. Er übernahm 1852 die väterliche Weingroßhandlung Dilthey-Sahl & Co. in Rüdesheim und unternahm zahlreiche Geschäftsreisen nach England und Russland, um den Export deutscher Weine und Schaumweine zu fördern. 1867 war er Mitbegründer und erster Präsident der Industrie- und Handelskammer Wiesbaden. Er verfasste zahlreiche Gedichte zum Lobe des Weines.
- Wilhelm Conrady (1829–1903), Jurist, provinzialrömischer Archäologe und Mitglied der Reichs-Limeskommission
- Hermann Presber (1830–1884), Schriftsteller und Lehrer
- Eduard Sturm (1845–1920), Abgeordneter und Winzer
- Georg Geiling (1. Juni 1863–1947), Küfermeister. Geiling studierte nach der Küferlehre die Champagnerherstellung in Reims und Épernay und gründete 1890 in Reims die Sektkellerei „Georges Geiling & Cie.“ 1894 ließ er sich in Bacharach nieder, wo er 1919 eine eigene Schaumweinfabrik baute.
- Walter Mönch (1874–1920), Marineoffizier, Kapitän zur See
- Gustav Wehner (1877–1958), Kapitän zur See der Kriegsmarine und Genealoge
- Walter Nehm (1884–1958), Bergbauingenieur, Hochschullehrer an der TH Aachen und Rektor an der Bergakademie Clausthal.
- Philipp Broemser (1886–1940), Physiologe, Rektor der LMU
- Antonius Wallenstein (* 20. Januar 1890; † 28. Dezember 1964 auf dem Abtsberg bei Gengenbach), katholischer Ordenspriester, geistlicher Schriftsteller. Werke (Auswahl): Das Problem der Willensfreiheit unter besonderer Hervorkehrung der methodischen Gesichtspunkte. In: PhJ 36 (1923), S. 1–24 (Auszüge seiner Dissertation); Katechismus der christlichen Vollkommenheit, Freiburg 1930 (2. Aufl., 1936); Kindheit und Jugend als Erziehungsaufgabe, Freiburg 1951; Klarheit über Gott, Leutesdorf 1959.
- Hermann Asbach (* 18. März 1894; † 5. Mai 1966)[45], Unternehmer, Ehrenbürger. Einer der drei Söhne von Hugo Asbach und späterer Inhaber der Firma Asbach („Asbach Uralt“).
- Karl Otto Hy (1904–1992), Architekt, Maler, Werbegrafiker und Zeichner
- Heinrich Roos (1904–1977), jesuitischer Theologe
- Rudolf Krämer-Badoni (1913–1989), Schriftsteller und Publizist
- Hermann Krämer (1919–2006), Jurist sowie Landrat der Landkreise Bernkastel und Altenkirchen
- Karl Heinz Hock (1930–2017), Publizist und Journalist
- Winfried Schüler (1934–2020), Archivar
- Werner Lohr, Hörfunkmoderator und Jazzmusiker
- Kurt Stasiak (* 1952), Benediktiner und Erzabt von St. Meinrad, Indiana, USA
- Dominik Faust (* 1954), Geomorphologe
- Ute Lauterbach (* 1955), Sachbuchautorin
- Johannes Schild (* 1960), Komponist und Dirigent
- Bernd Arold (* 1974), Koch
- Jennifer Braun (* 1991), Pop- und Rocksängerin, Moderatorin
- Robin Zentner (* 1994), Fußballtorwart
- David Kinsombi (* 1995), Fußballspieler
- Johannes Golla (* 1997), Handballspieler
- Renat Dadashov (* 1999), Fußballspieler

### Weitere Persönlichkeiten, die mit der Stadt in Verbindung stehen
- Der Komponist Johannes Brahms (1833–1897) war im Haus der Familie Beckerath in Rüdesheim (Oberstraße/Schmidstraße, heute Sekthaus Solter) zwischen 1874 und 1895 wiederholt zu Gast. 1883 schrieb er in Wiesbaden die dritte Sinfonie F-Dur op. 90. In dieser Zeit nahm er auch an der feierlichen Enthüllung des Niederwalddenkmals in Rüdesheim teil. In einem launigen Brief des Komponisten aus dem Jahre 1887 an Rudolf von Beckerath lässt er wissen, er freue sich „auf Dinge wie Ihren Keller und Ihre Geige, das Einschenken der Frau und das Einstimmen des Mannes“. In den Räumen der ehemaligen Villa Sturm an der Rheinstraße finden im Gedenken an den Komponisten einmal jährlich die „Rüdesheimer Brahms-Tage“ statt.
- Der inzwischen nahezu vergessene Komponist Bernhard Hopffer (* 7. August 1840 in Berlin) starb am 20. August 1877 auf dem Jagdschloss Niederwald bei Rüdesheim. Hopffer studierte Musik im „Kullak’schen Conservatorium“ und lebte als Komponist in Berlin. Die letzten Lebensjahre verbrachte er aufgrund eines Lungenleidens in verschiedenen Kurorten. Er schrieb Sinfonien, Kammermusik, Lieder – unter anderem „Lockung“, op. 22 no. 1 (1872) nach Joseph von Eichendorff – sowie die Oper „Frithjof“, die 1871 in Berlin uraufgeführt wurde.
- Der weltweit gefeierte deutsche Geiger Gerhard Taschner (1922–1976) wohnte 1946 bis 1950 im Hause des kunstsinnigen Weinfabrikanten Carl Jung in Rüdesheim. Im Trio mit Ludwig Hoelscher und dem legendären Pianisten Walter Gieseking gab er hier eine Reihe von Privatkonzerten.
- Der Dichter Stefan George (1868–1933) wurde nicht – wie oft behauptet – in Rüdesheim geboren, sondern in Büdesheim bei Bingen, das freilich nur einen Steinwurf von Rüdesheim entfernt auf der anderen Rheinseite liegt.
- Hildegard von Bingen (1098–1179) gründete im Stadtteil Eibingen ein zweites Kloster nach dem Rupertsberg in Bingen. Ihre Gebeine sind in der Pfarrkirche von Eibingen aufgebahrt. Die Bedeutung von Hildegard von Bingen als bedeutende Frau und Theologin des Mittelalters wurde 2012 durch Papst Benedikt XVI. durch die Erhebung in den Stand der Kirchenlehrerin anerkannt.
- Hugo Asbach (1868–1935) begründete die deutsche Weinbrandmarke Asbach Uralt.
- Siegfried Wendel (1935–2016), Musikinstrumentensammler und Museumsbetreiber
- Heinz Rühmann (1902–1994) und Lien Deyers (1909–1982) spielten die Hauptrollen im UFA-Tonfilm Lachende Erben, der 1931 in Rüdesheim und Assmannshausen gedreht wurde.